# Adelheid Fuchs-Kamp
Adelheid Fuchs-Kamp (* 3. Juni 1890 in Oldenburg; † 29. September 1978 in West-Berlin) war eine deutsche Psychoanalytikerin. Sie gehörte zu den Gründungsmitgliedern der Deutschen Psychoanalytischen Gesellschaft (DPG).

## Leben und Werk
Fuchs-Kamp war die Tochter des Gymnasiallehrers Heinrich Kamp und der Frieda Kamp. Sie wurde in einer Privatschule in Hannover unterrichtet und von 1900 bis 1906 besuchte sie das Gymnasium in Bückeburg, wo ihr Vater Gymnasialdirektor geworden war. Danach lebte sie bis 1909 in Berlin in einem Pensionat und besuchte nach dem Tod ihres Vaters bis zu ihrem Abitur 1912 ein Realgymnasium in Hannover. Anschließend studierte sie in einem Studium Generale mit Schwerpunkten in Volkswirtschaft, Psychologie und Kunstgeschichte in Heidelberg, München und Freiburg.
Sie heiratete 1914 den Rechtsanwalt Hermann Fuchs, mit dem sie 1915 eine Tochter bekam. Nachdem ihr Mann 1917 im Ersten Weltkrieg in Frankreich gefallen war, arbeitete sie von 1924 bis 1925 zur Vorbereitung ihres Studiums bei Adalbert Gregor in der psychiatrischen Beobachtungsstation der  Fürsorge-Erziehungsanstalt in Flehingen (Oberderdingen). Sie begann 1925 in Köln ihr Studium der Psychologie, Pädagogik und im Nebenfach Psychiatrie, welches sie 1928 mit einer Dissertation über Lebensschicksal und Persönlichkeit ehemaliger Fürsorgezöglinge abschloss.

## Psychoanalytikerin in Berlin
In Berlin unterrichtete sie danach von 1928 bis 1930 in dem von Anna von Gierke geleiteten Sozialpädagogischen Seminar des Vereins Jugendheim in Charlottenburg Psychologie und Pädagogik für Kindergärtnerinnen und Fürsorgerinnen. Wegen eines fehlenden Lehrerinnenexamens musste sie jedoch ihre Dozententätigkeit aufgeben und forschte bis 1932 im Deutschen Verein zur Fürsorge für jugendliche Psychopathen. Von 1931 bis 1932 machte sie ihre Lehranalyse bei dem Psychologen Arthur Kronfeld und setzte sie bei dem Vertreter der Neopsychoanalyse, Harald Schultz-Hencke, bis 1934 fort.
Sie erhielt ab 1932 ihre psychoanalytische Ausbildung am Berliner Psychoanalytischen Institut (BPI) und eröffnete 1935 anfangs in ihrer Wohnung eine Pflegestelle für psychologische Sonderbetreuung. Sie behandelte dort schwer gestörte Kinder, die sonst vielleicht der Euthanasie zum Opfer gefallen wären. Gleichzeitig behandelte sie auch jüdische Kinder vor deren Emigration in ihrer eigenen psychotherapeutischen Praxis. Sie wurde 1935 Mitglied des Deutschen Instituts für Psychologische Forschung und Psychotherapie, war dort im Unterrichtsausschuss, Vorstand  und ab 1938 auch in der Weiterbildung für Psychoanalytiker tätig, wo sie über 30 Jahre lang verschiedene Lehrveranstaltungen anbot.
Nach dem Zweiten Weltkrieg arbeitete sie ehrenamtlich an dem Aufbau der Poliklinik des neuen Instituts für Psychopathologie und Psychotherapie in Berlin-Wilmersdorf mit. In der 1946 in  Zentralinstitut für psychogene Erkrankungen bei der Versicherungsanstalt Berlin umbenannten Institution erhielt sie bis 1955 eine Anstellung als Psychotherapeutin.
Fuchs-Kamp war am 16. Oktober 1945 Mitglied bei der Wiedergründung der Deutschen Psychoanalytischen Gesellschaft (DPG) nach der Satzung von 1931 als „Berliner Psychoanalytische Gesellschaft“ (BPG), da das Alliiertenrecht die Bezeichnung „Deutsche Psychoanalytische Gesellschaft“ erst wieder 1950 zuließ. An dem 1947 mit aufgebauten Institut für Psychotherapie wurde sie Lehr- und Kontrollanalytikerin und hielt dort ab 1948/49 regelmäßig Seminare.
1967 war sie Mitgründerin und Mitglied des Gründungsvorstandes des Deutschen Arbeitskreise für Gruppentherapie. Sie gehörte der von Harald Schultz-Hencke 1945 gegründeten  Neoanalytischen Vereinigung an ebenso wie Margarete Seiff und Annemarie Dührssen.
Fuchs-Kamp praktizierte in West-Berlin bis zu ihrem achtzigsten Lebensjahr als Psychoanalytikerin, ihre Tochter Dorothea Fuchs-Kamp wurde ebenfalls Psychoanalytikerin.

## Veröffentlichungen (Auswahl)
- Lebensschicksal und Persönlichkeit ehemaliger Fürsorgezöglinge (Phil. Diss. Köln 1928). Julius Springer, Berlin 1929, ISBN 978-3-642-98658-1 (Springer Book Archives)
- Entwicklung psychopathischer Jugendlicher I und II. Zeitschrift für Kinderforschung 37, 1930, S. 339–391.
- Zur aktiven Therapie des schwer erziehbaren Kindes. Waisenhilfe. Zeitschrift des Deutschen Erziehungsbeirates für verwaiste Jugend e.V., Heft 10, 1934, S. 75–79.
- Jugendliche Fortläufer und Diebe. In: Praxis der Kinderpsychologie und Kinderpsychiatrie,  1/1952, S. 109–114, 133–137, 177–180.
- Ein katatoner Erregungszustand und sein Erlebnishintergrund. Zeitschrift für Psycho-somatische Medizin, Vol. 1, No. 4 (1954/55), S. 269–277, Vandenhoeck & Ruprecht
- Analyse der Vergiftungsangst eines pubertierenden Mädchens in Verbindung mit Übertragungsproblemen. In: Acta Psychotherapeutica, Psychosomatica et Orthopaedagogica, 3/1955, S. 10–115. doi:10.1159/000278641
- Hebephrenie. Grundsätzliches zu Struktur und Therapie. 2. Int. Symposium über Psychotherapie der Schizophrenie, Zürich, 1959.